# Mala yerba (película de 1920)
 Mala yerba es una película sin sonido de Argentina filmada en blanco y negro dirigida por Roberto Guidi sobre su propio guion que se estrenó en 1920 y tuvo como principales intérpretes a Felipe Farah, Elena Rivera, Ángel Boyano y Artemio Alvarado. Estuvo en cartel más de un mes, lo que para la época significaba un éxito.
Graduado en 1890 como doctor en ciencias económicas, Roberto Guidi desarrolló su actividad como director entre 1915 y 1923. Muy interesado en las letras, fue alabado en su labor cinematográfica porque en sus argumentos trató de evitar los convencionalismos de moda y al seleccionar los elencos procedió a incorporar personalidades como Felipe Farah y Amelia Mirel además de importantes figuras del teatro. Buscó naturalidad en las actuaciones y sus filmes eran de esmerada factura técnica.

## Sinopsis
Juan Carlos es un joven cuya posición económica le permitió invertir en una estanzuela donde vive alejado de la ciudad. Su hermana Flora, una joven inocente, romántica, es cortejada y finalmente seducida por la hábil conversación de Benavídez, el señor de la región. En una persecución a cuatreros es herido Benavídez y muerto su mayordomo. Luego de una carrera de caballos en la que uno de Juan Carlos vence al de  Bernavídez, este intenta abusar de Rosario, la hija de su mayordomo, Juan Carlos lo evita y ella cae en sus brazos.

## Intérpretes
- Felipe Farah ...Juan Carlos
- Elena Rivera ...Flora
- Ángel Boyano ...  Benavídez
- Artemio Alvarado
- José Pla
- Pedro Rivero
- José A. Rodríguez
- Jorge Ravelli
- Gregorio Bianquet
- Mary Clay

## Críticas
La crítica de la época fue favorable al filme; así, destacó “un claro sentido del ambiente y el espíritu argentino sin que para ello haya echado mano a los consabidos gauchos que tan buscados han sido siempre para llevar adelante la nota criolla de otras películas nacionales (crónica de La Película, n° 195 p. 19 del 12 de junio de 1920, vol. 4, reproducida por Facelli). La obra refleja “el ambiente ganadero moderno…en donde el legendario gaucho de melena y facón y bota de potro ha cedido lugar al característico paisano que muchas de sus buenas habilidades ha heredado, dejando aparte no pocos de sus vicios y defectos (Imparcial Film, 1920, citado por Facelli). También fue elogiada la fotografía por su nitidez y los excelentes encuadres.(Imparcial Film, 1920 cit. por Facelli).
Facelli encuentra en el filme, finalmente, la intención de dejar atrás el hombre de campo legendario y reemplazarlo por la clase media contemporánea encarnada por el personaje de Juan Carlos.

## Recepción
Las localidades para ver Mala yerba se agotaron el día del estreno y en las funciones siguientes (crónica de La Película, n° 194 p. 16 del 10 de junio de 1920, vol. 4, reproducida por Facelli) y al iniciarse el mes de julio el éxito continuaba (crónica de La Película, del 1 de julio de 1920, reproducida por Facelli).